# Selección femenina de fútbol sub-20 de Japón
La selección de fútbol  femenino sub-20 de Japón representa a Japón en las competiciones internacionales de fútbol femenino en la categoría.  Su organización está a cargo de la Asociación de Fútbol de Japón perteneciente a la AFC.

## Estadísticas

### Copa Mundial Femenina de Fútbol Sub-20
| Año                     | Fase             | Posición     | PJ           | PG           | PE           | PP           | GF           | GC           |             |
| ----------------------- | ---------------- | ------------ | ------------ | ------------ | ------------ | ------------ | ------------ | ------------ | ----------- |
| Canadá 2002             | Cuartos de final | 7.°          | 4            | 1            | 1            | 2            | 4            | 8            |             |
| Tailandia 2004          | No clasificó     | No clasificó | No clasificó | No clasificó | No clasificó | No clasificó | No clasificó | No clasificó |             |
| Rusia 2006              | No clasificó     | No clasificó | No clasificó | No clasificó | No clasificó | No clasificó | No clasificó | No clasificó |             |
| Chile 2008              | Cuartos de final | 6.°          | 4            | 3            | 0            | 1            | 8            | 4            |             |
| Alemania 2010           | Fase de grupos   | 10.°         | 3            | 1            | 1            | 1            | 7            | 6            |             |
| Japón 2012              | Tercer lugar     | 3.°          | 6            | 4            | 1            | 1            | 15           | 8            |             |
| Canadá 2014             | No clasificó     | No clasificó | No clasificó | No clasificó | No clasificó | No clasificó | No clasificó | No clasificó |             |
| Papúa Nueva Guinea 2016 | Tercer lugar     | 3.°          | 6            | 4            | 0            | 2            | 16           | 4            |             |
| Francia 2018            | Campeonas        | 1.°          | 6            | 5            | 0            | 1            | 15           | 3            |             |
| Costa Rica 2022         | Subcampeonas     | 2.°          | 6            | 4            | 1            | 1            | 12           | 8            |             |
| Colombia 2024           | Subcampeonas     | 2.°          | 7            | 6            | 0            | 1            | 18           | 3            |             |
| Polonia 2026            | Por definir      | Por definir  | Por definir  | Por definir  | Por definir  | Por definir  | Por definir  | Por definir  | Por definir |
| Total                   | 8/11             | 4.°          | 42           | 28           | 4            | 10           | 95           | 44           |             |

### Campeonato Sub-19 femenino de la AFC
| Campeonato Sub-19 femenino de la AFC. | Campeonato Sub-19 femenino de la AFC. | Campeonato Sub-19 femenino de la AFC. | Campeonato Sub-19 femenino de la AFC. | Campeonato Sub-19 femenino de la AFC. | Campeonato Sub-19 femenino de la AFC. | Campeonato Sub-19 femenino de la AFC. | Campeonato Sub-19 femenino de la AFC. |
| Año                                   | Resultado                             | J                                     | G                                     | E                                     | P                                     | GF                                    | GC                                    |
| ------------------------------------- | ------------------------------------- | ------------------------------------- | ------------------------------------- | ------------------------------------- | ------------------------------------- | ------------------------------------- | ------------------------------------- |
| 2002                                  | 1º                                    | 5                                     | 4                                     | 1                                     | 0                                     | 34                                    | 2                                     |
| 2004                                  | 5º                                    | 3                                     | 2                                     | 0                                     | 1                                     | 28                                    | 1                                     |
| 2006                                  | 4º                                    | 5                                     | 3                                     | 1                                     | 1                                     | 14                                    | 5                                     |
| 2007                                  | 2º                                    | 5                                     | 2                                     | 1                                     | 2                                     | 10                                    | 4                                     |
| 2009                                  | 1º                                    | 5                                     | 3                                     | 2                                     | 0                                     | 10                                    | 3                                     |
| 2011                                  | 1º                                    | 5                                     | 4                                     | 1                                     | 0                                     | 13                                    | 3                                     |
| 2013                                  | 4º                                    | 5                                     | 2                                     | 2                                     | 1                                     | 11                                    | 4                                     |
| 2015                                  | 1º                                    | 5                                     | 4                                     | 1                                     | 0                                     | 12                                    | 2                                     |
| 2017                                  | 1º                                    | 5                                     | 5                                     | 0                                     | 0                                     | 21                                    | 1                                     |
| 2019                                  | 1º                                    | 5                                     | 5                                     | 0                                     | 0                                     | 18                                    | 1                                     |
| Total                                 | 10/10                                 | 48                                    | 34                                    | 9                                     | 5                                     | 171                                   | 26                                    |